# Dorsze (powiat ełcki)
Dorsze (niem. Dorschen) – wieś w Polsce położona w województwie warmińsko-mazurskim, w powiecie ełckim, w gminie Kalinowo.
Wieś sołecka. 100 mieszkańców, 14 gospodarstw, 19 budynków mieszkalnych, świetlica, PKS.
Położona w północnej części gminy, nad Czarną (strumyk, dopływ Legi), przy drodze z Kalinowa (8 km). Zabudowana w kształcie widlicy. W literaturze nt. pradziejów spotkać można przypuszczenie, że wymieniana w kronice ruskiej z 1254 roku wieś Dora to późniejsze Dorsze.
Wieś otrzymała przywilej lokacyjny w 1553 roku od księcia Albrechta, który nadał Janowi Dorszowi, Janowi Namiestnikowi i Józefowi Bernardowi Iwanowiczowi – na prawie magdeburskim – 8 włók, które im wcześniej starosta straduński Piotr Szwarz sprzedał. Do ich obowiązków należała praca na rzecz zamku książęcego oraz opłata czynszu w postaci 30 miarek owsa i 6 kur. W następnych wiekach miała tu swą posiadłość polska rodzina szlachecka Wierzbickich. W 1895 roku było tu 32 gospodarstw (514 ha), 229 mieszkańców (179 ew., 10 kat.; 63 N., 129 M., 4 P.). W 1939 roku 164 mieszkańców, 20 gospodarstw rolnych, 39 domów.
Po wojnie – osadnicy głównie z gminy Raczki (pierwsi: Jan i Piotr Sieńkowscy, Jan Wasilewski, Władysław Ostrowski i in.), ok. 8 rodzin maz.; pierwszy sołtys: prawdopodobnie Stanisław Niedźwiedzki, po nim J. Wasilewski, W. Ostrowski (1947-1949), Władysław Kłoczko (od 1949).
Od 1945 – szkoła (czynna od 1946), najpierw jednoklasóka, potem 8-klasowa, od 1973 filia ZSG w Kalinowie (kl. I – IV).
W 1978 roku wieś zamieszkiwało 117 mieszkańców, 23 gospodarstw. Od 1992 – wodociąg.
Zabytkowy cmentarz woj.; także ewangelicki z początku XX wieku, zniszczony. Zabytkowa chałupa mazurska (nr 4, własność Wiesława Jankowskiego) z ostatniego ćwierćwiecza XIX w.
W latach 1975–1998 miejscowość należała administracyjnie do województwa suwalskiego.